# 星守紗凪
星守 紗凪（ほしもり さな、1996年1月21日 - ）は、日本の女性声優、舞台女優、歌手。アステールオフィス所属。秋田県出身。

## 経歴
子供の時から忍者ごっこをよくしており、高いところから飛び降りる練習をしたり、家の塀を伝って屋根によじ登ったり。「いつか超能力が出る」のような妄想も止まらなく、小さい頃から厨二病のような子供だった。小さい頃から男の子ような子供で、見た目からキャラクターになりきりたく髪を切っていたくらいだった。服装もキャラクターっぽく組み合わせて学校に行っていたり、そこからコスプレにも興味がわき、自分が声をあてたアニメやゲームのキャラクターの格好を自分で実際にするのが目標になった。小さい頃からとにかく戦う女の子や男の子が好きで、『プリキュア』などに憧れていたり、3歳くらいの頃からガンプラも好きでふれていた。小学校くらいからそういったアニメやキャラクターの世界が好きなことを自覚しはじめる。小学校、中学年くらいには、職業としての声優についても知るようになった。そのなかでも特に忍者や刀、着物など和をテーマにしたものに惹かれ、「そんな世界のキャラクターになりたい」と声優を目指した。周囲にも「声優になりたい」と言い続けていたという。その後は日本舞踊や古武術の稽古をしたりしており、戦うキャラクターに憧れていたことから「かっこいい」という理由だけで香取神道流の流派に血判を押して入門して、剣術を習い始める。
学生時代は放送部に所属していたが、強豪校ではなかったため、大会や出し物があるわけではなく、全校放送で短い朗読劇を流したりするくらいだった。その時に声優志望の同級生が多いこともあり楽しかった。しかし、その後も収録で台本を両手で持たないと「落としてしまうかも」と心配になるくらい人前で喋るのが苦手だったという。
2015年、ゲーム『イグジストアーカイヴ』のTVCMをきっかけに本格的に芸能活動を開始。
2019年夏より、スマホアプリ『アイドルガールズ 栄光のプロデュース』発の声優ユニット「SODA」のメンバーとしても活動していたが、アプリのサービス終了に伴い、活動終了する事が2020年12月29日に公式Twitterで発表された。
ケンサンエンタテインメント所属を経て、現在アステールオフィス所属。

## 人物
- 趣味：歌うこと、アニメ・アニソン鑑賞、サバイバルゲーム、ロードバイク、クロミ様収集、護衛艦を愛でること

- 特技：居合、殺陣

- 高校時代から剣術を嗜んでおり、日本刀を使用して何度かTV出演をしている。

- 飼い猫を溺愛する愛猫家。自身の公式番組での投げ銭は飼い猫「みるく」のCIAOちゅーる代へと変換されている。

- 護衛艦が大好きで度々横須賀の軍港へ足を運んでいる。推しの護衛艦はきりしま。

- 声優の水樹奈々が好きで公式ファンクラブにも加入している。水樹奈々の誕生日は自身と同じ1月21日だが、毎年1月21日の0時になると同時にX（旧Twitter）で「水樹奈々様お誕生日おめでとうございます！！！！！」とお祝いの投稿をしている。

- サンリオキャラクターのクロミをこよなく愛し、敬意を込めてクロミ様と読んでいる。尋常じゃない量のクロミグッズを所有しており、新しいグッズが出るたびに今もなお増え続けている。昔はマイメロディが好きだったらしいが、現在は完全にクロミへ心移りしており、マイメロディとクロミが一緒に映っているグッズは買わないなど、マイメロディ対して拒否反応を起こしている。

- 喋りだすとトークが止まらなくなり、止めるまでずっと喋り続けるため、遠野ひかる、夏吉ゆうこらからは「ラジオさん」と呼ばれることもある。

- 一人称は私(わたし)だが、自身が演じているキャラクターの影響を受けて無意識に「私(わたくし)」「僕」「俺」などに変わることがある。

- 2023年7月4日にX（旧Twitter）アカウントのIDが@CaitSith_37から@sana_hoshimoriに変更された。他の声優のアカウントIDを見て自分もシンプルなIDに変えたいと思い、IDを変更後にX（旧Twitter）で「突然ですが問題です。星守さんのTwitter、何かが変わりました。何が変わったでしょう？」と自信気に投稿をしたが、事務所への相談無く急にIDを変えたため、事務所では関係各所への調整が急遽発生し、本人曰くとても怒られたとのこと。

- 好きな食べ物はkagiのチョコレート。

## 出演

### テレビアニメ
- 走り続けてよかったって。（2018年、カラオケの声、アナウンスの声[10]）
- アサルトリリィ BOUQUET（2020年、郭神琳[11]）

### Webアニメ
- サンリオ『まるもふびより』アニメ動画（2017年～、ナレーション）

- アサルトリリィ ふるーつ（2021年、郭神琳[12]）

### ゲーム
2016年
- 俺タワー -Over Legend Endless Tower-（2016年 - 2017年、ワイヤーツイスター）

2017年
- 毎日こつこつ俺タワー（ワイヤーツイスター）
- ゴシックは魔法乙女〜さっさと契約しなさい!〜（チコ）
- ウイニングハンド

2018年
- My Maid Girlfriend（Kim）
- 突破 Xinobi Championship（紅のお銀）

2019年
- じんるいのみなさまへ（小松和海）
- アイドルガールズ 栄光のプロデュース（岬明日香）
- 萌酒ボックス（赤魚の椿）

2020年
- アートコードサマナー（河鍋暁斎）
- ファイナルファンタジー・クリスタルクロニクル リマスター（ユーク女、女児）

2021年
- アサルトリリィ Last Bullet（2021年 - 2023年、郭神琳、天宮・ソフィア・聖恋）
- ガレリアの地下迷宮と魔女ノ旅団（アステルクロウ、ドリス)

2022年
- 駅メモ！ -ステーションメモリーズ！-（丸地にころ）

2024年
- ゴシックは魔法乙女〜さっさと契約しなさい!〜（ネージュ）

- りっく☆じあ〜す（左近若葉）

### 吹き替え
アニメ
- レゴ フレンズ（2017年、少女）

映画
- SHOCK WAVE ショックウェイブ 爆弾処理班（2019年）　※Blu-ray・DVD版

### ボイスドラマ
- 文化放送「超！A&G＋」『山口勝平の殿様ラジオでGO！ダッシュ』ラジオドラマ「ひとやすみ和尚」 月信（2016年12月18日）
- 響「HiBiKi Radio Station」『山口勝平・星守紗凪のかっぺい流!?ボイス道場!』ラジオドラマ「♮ナチュラル」 - 満永恵/ケイ 役（2017年9月4日）
- ドラマCD『幻影のメサイア』 - シャルロッテ・シュタインベルグ 役（2017年12月28日）
- リアルファンキー童話『MOMOTARO♂』（2020年6月20日）
- ドラマCD『噺家噺』（2021年4月5日）

### ASMR
- 『アサルトリリィ Last Bullet』ASMR 神琳さんと一緒～心も体もリラックスいたしましょう～（2023年、郭神琳）

### ラジオ
- RainbowtonFM 『サタマニ♪』 第1土曜日パーソナリティー（2016年4月2日 - 2018年3月31日）
- 文化放送「超！A&G＋」『山口勝平の殿様ラジオでGO！ダッシュ』（2016年12月18日）

- 響「HiBiKi Radio Station」『山口勝平・星守紗凪のかっぺい流!?ボイス道場!』 - パーソナリティ（2017年9月 - 2018年3月）

### 舞台
- 舞台『宇宙に星の降る如く』（2016年4月28日 - 5月1日、シアター711） - ヒロイン・あおい 役[16]
- 明治座100日公演『SAKURA -JAPAN IN THE BOX-』（2016年9月7日 - 2017年3月31日、明治座） - 主演・サクラ 役[17]
- アサルトリリィ×私立ルドビコ女学院vol.2『シュベスターの秘密』（2016年9月16日 - 25日、サンモールスタジオ） - 天宮・ソフィア・聖恋 役[18]
- アサルトリリィ×私立ルドビコ女学院vol.3『シュベスターの誓い』（2017年3月1日 - 5日、中野ザ・ポケット） - 天宮・ソフィア・聖恋 役[19]
- 私立ルドビコ女学院 vol.7『イバラヒメ』（2017年9月2日 - 6日、中目黒ウッディシアター） - 小鳥遊恋町 役[20]
- ブリッシュランド第1回公演『下賤の天』（2018年7月11日 - 16日、新宿シアターモリエール） - りん 役[21]
- カラスカ公演『名探偵とナン』（2017年11月8日 - 10日、12日、d-倉庫） - 早川桜 役
- 劇団まけん組プロデュース公演vol.1『ダーリンの進化論』（2017年12月6日 - 10日、恵比寿エコー劇場） - 天宮司沙耶 役[22]
- アサルトリリィ×私立ルドビコ女学院×人狼TLPT 人狼TLPT S『未来への十字架』（2017年12月7日、9日 - 12日、新宿村LIVE） - 天宮・ソフィア・聖恋 役
- アサルトリリィ×私立ルドビコ女学院vol.4 『白きレジスタンス～約束の行方～』（2018年9月21日 - 27日、シアターグリーン BIG TREE THEATER） - 天宮・ソフィア・聖恋 役
- 舞台『プロジェクト東京ドールズ』（2019年2月27日 - 3月10日、新宿村LIVE） - ユキ 役
- 女王ステシリーズ第２弾『楽園の女王』（2019年5月29日 - 6月4日、新宿シアターモリエール） - アン 役
- 舞台『博多豚骨ラーメンズ』（2019年7月13日 - 21日、シアターサンモール） - ミサキ 役
- 舞台『星の少年と月の姫』（2019年9月11日 - 16日、中目黒ウッディシアター） - 主演・ミノリ、ノエル役
- 舞台『PLAY JOURNEY!』アジア編（2019年9月23日、24日、30日、WISE OWL HOSTELS TOKYO）
- 舞台『OZMAFIA!! Sink into oblivion』（2019年10月23日 - 27日、こくみん共済 coop ホール／スペース・ゼロ） - アンデ 役
- アサルトリリィ×私立ルドビコ女学院vol.5 『白きレジスタンス～真実の刃～』（2019年11月29日 - 12月3日、新宿村LIVE） - 天宮・ソフィア・聖恋 役
- 舞台『アサルトリリィ League of Gardens』（2020年1月9日 - 15日、新宿FACE） - 郭神琳 役[23]
- シューティング歌劇『ゴシックは魔法乙女』（2020年2月12日 - 17日、新宿村LIVE） - チコ 役[24]
- 劇団まけん組 WALLOP☆THEATER Act.4 『最高の約束』（2020年3月1日、押上ワロップ放送局3F） - サチ、いずみ、桜 役
- 舞台『アサルトリリィ The Fateful Gift』（2020年9月3日 - 13日、東京建物 Brillia HALL） - 郭神琳 役[25]
- ピウス企画『オールドメイド』（2020年11月26日 - 12月6日、中野ザ・ポケット） - 小野雫 役[26]
- 女王ステシリーズ第４弾『女王輪舞』（2021年1月25日 - 31日、六行会ホール） - アン 役
- 舞台『プロジェクト東京ドールズ THE GARDEN / SKY TOWER』（2021年2月20 - 28日、シアター1010） - ユキ 役
- 酔狂落語～二〇二一春の陣～ 第三陣（2021年4月4日、10日、18日、武蔵野芸能劇場 小劇場）
- アサルトリリィ×私立ルドビコ女学院vol.6『シュベスターの祈り 2021』（2021年5月28日 - 6月6日、シアターグリーン BIG TREE THEATER） - 天宮・ソフィア・聖恋 役
- De-LIGHTプロデュース 配信公演『オサエロ』（2021年7月17日 - 19日、両国・Air studio） - 沢口夏子 役
- 染唎笑（ソムリエ）落語（2021年9月11日、18日、武蔵野芸能劇場 小劇場）
- アサルトリリィ×私立ルドビコ女学院vol.7『シュベスターの秘密 2021』（2021年10月15日 - 24日、中野ザ・ポケット） - 天宮・ソフィア・聖恋 役
- 舞台『AI懲戒師（レプリマンダー）・クシナダ』（2021年12月1日 - 5日、CBGKシブゲキ!!） - 谷九具ミカゲ 役
- 舞台『アサルトリリィ Lost Memories』（2022年1月20日 - 30日、サンシャイン劇場） - 郭神琳 役[27]
- 舞台『世界は僕のCUBEで造られる・2022』（2022年3月31日 - 4月10日、あうるすぽっと） - ヒロイン・チカ 役
- アサルトリリィ×私立ルドビコ女学院vol.8『白きレジスタンス～約束の行方～ 2022』（2022年6月30日 - 7月6日、こくみん共済 coop ホール／スペース・ゼロ） - 天宮・ソフィア・聖恋 役
- 舞台『TOKYO COL-CUL COMEDY〜世界は喜劇と⾊で溢れてる〜』（2022年7月17日 - 18日、東京カルチャーカルチャー）
- 五十嵐啓輔 オムニバスコメディ作品集『バブルメイカー ～夏の自由研究～』（2022年7月28日 - 8月1日、四谷3丁目ドリームシアター）
- 女王ステシリーズ第６弾『女王虐殺』（2022年10月26日 - 30日、六行会ホール） - 主演・アン 役
- ラブライブ! ミュージカル『スクールアイドルミュージカル』 - 来栖トア 役
  - 2022年12月10日 - 15日、新国立劇場
  - 2023年1月25日 - 29日、梅田芸術劇場
  - 2023年8月3日 - 6日、日本青年館ホール
- アドリブ舞台『月刊ガチプリ学園 Season 1』
  - #1 - 2023年2月18日、ところざわサクラタウン ジャパンパビリオン ホールB
  - #2 - 2023年3月18日、ところざわサクラタウン ジャパンパビリオン ホールB
  - #3 - 2023年4月22日、R’sアートコート
  - #4 - 2023年5月28日、ところざわサクラタウン ジャパンパビリオン ホールB
  - 最終回#5 - 2023年6月28日、ところざわサクラタウン ジャパンパビリオン ホールB
- ノーティーボーイズ produce ケミカルリアクション ACT.２『騙っちゅーの！』（2023年3月1日 - 5日、シアターサンモール） - 高橋直美 役
- 舞台『LIAR GAME murder mystery』（2023年3月7日、飛行船シアター）
  - 昼公演：廃遊園地の人形館殺人事件 - 着ぐるみ／保志守 役
  - 夜公演：ある孤島の洋館殺人事件 - 養子／神野紗凪 役
- 劇団TEAM-ODAC 第41回本公演『猫と犬と約束の燈〜2023編〜』（2023年4月12日 - 16日、こくみん共済 coop ホール／スペース・ゼロ） - 古家野美紀 役
- 舞台『トワツガイ』（2023年6月16日 - 25日、サンシャイン劇場）- エナガ 役 [28]
- アサルトリリィ×私立ルドビコ女学院vol.9 『白きレジスタンス～真実の刃～』（2023年8月19日 - 23日、大手町三井ホール） - 天宮・ソフィア・聖恋 役
- 超次元ミュージカル『ネプテューヌ』（2023年9月23日 - 10月1日、CBGKシブゲキ!!） - ブラン 役
- 舞台『魔法歌劇 アルマギア〜Episode.0〜』（2023年11月2日 - 5日、シアター1010） - ククル・マイド 役
- 舞台『アサルトリリィ・新章』大島近海ネスト調查隊篇『金瘡小草の咲く時』（2023年12月19日 - 25日、シアター1010） - 天宮・ソフィア・聖恋 役
- 舞台『スパイ教室』（2024年1月20日 - 28日、博品館劇場） - モニカ 役[29]
- イリスノワールシリーズ第2弾舞台『イリス・ノワール -禁樹のミエリ-』（2024年4月3日 - 7日、六行会ホール） - 主演・ミエリ・ホーリー 役
- 舞台『グリザイア:ファントムトリガー THE STAGE』（2024年5月5日、飛行船シアター） - 日替わりゲスト・お祭り実行委員長 役
- 舞台『アサルトリリィ・新章』第2弾 大島近海ネスト調查隊篇『玲瓏たる深潭』（2024年5月17日 - 22日、かめありリリオホール） - 天宮・ソフィア・聖恋 役
- 女王ステシリーズ第11弾『楽園の女王 2024』（2024年6月27日 - 30日、六行会ホール） - アン 役
- 舞台『トワツガイ II』（2024年7月18日 - 23日、大手町三井ホール） - エナガ 役[30]
- Girls Live Action『降臨SOUL〜風燐火斬〜』（2024年9月28日、六行会ホール） - 日替わりゲスト・天帝 役
- ASTER office × ZETT presents『-X-（CROSS）』（2024年10月19日、シアターマーキュリー新宿）
- 女王ステシリーズ第12弾『月よ女王に嗤え』（2024年11月28日 - 12月1日、六行会ホール） - 主演・アン 役[31]
- 舞台『バッドエンド目前のヒロインに転生した私、今世では恋愛するつもりがチートな兄が離してくれません!?』（2024年12月11日 - 15日、CBGKシブゲキ!!）- 主演・レーネ・ウェインライト 役
- カルコメ 第7弾『TOKYO COL-CUL COMEDY ～GOLD～』（2025年1月10日 - 11日、東京カルチャーカルチャー）
- 舞台『魔法少女育成計画F2P the STAGE～First Chapter～』（2025年2月、東京） - ファン・リート・ファン 役
- イリスノワールシリーズ第3弾舞台『イリス・ノワール -魔鏡のクリス-』（2025年4月2日 - 6日、六行会ホール） -  ミエリ・ホーリー 役[32]
- Girls Live Action『降臨SOUL〜是非ニ及バズ〜』（2025年5月21日 - 25日、六行会ホール） - 徳空葵 役
- 舞台『カミシバイ -開-』（2025年6月25日 - 29日、六行会ホール） - 主演・神楽ウタ 役
- 舞台『タタラの唄姫』（2025年7月19日 - 27日、シアター・アルファ東京） - 出雲あずみ 役
- 舞台「HOUSEⅡ〜７人の地縛霊〜」（2025年8月15日- 23日、あうるすぽっと） - 菅井亜美 役
- 舞台『アサルトリリィ』-眞說・御台場迎撃戦-（2025年9月20日 - 25日、シアター1010） - 渡邉茜 役
- 女王ステシリーズ第13弾『女王旋律』（2025年10月9日 - 12日、六行会ホール） - 主演・アン 役
- 異空間リーディングステージ「アサルトリリィ」-RED-（2025年11月28日- 12月7日、シアターサンモール） - 天宮・ソフィア・聖恋
- Girls Live Action『降臨SOUL～六文銭ノ誓イ～』（2026年5月13日 - 17日、六行会ホール） - 徳空葵 役

### 朗読劇
- D-RactoR 朗読劇『NO TRAVEL, NO LIFE』（2019年1月13日 - 14日、渋谷シダックスカルチャーホール） - アカリ&リタ 役[33]
- 生配信朗読劇『星降る街』（2020年7月9日、10日、12日、OPENREC） - 詩織 役
- 生配信朗読劇『Candle Story』（2020年12月14日、19日 - 20日、OPENREC） - 六花 役
- 朗読劇『東京戦区／東京War:DS』（2021年10月1日、萬劇場） - 沖田 役
- 劇団まけん組 朗読劇『TIME the TimeR タイム ザ タイマー』（2021年10月2日 - 3日、ベノア銀座）
- 朗読劇『東京怪獣物語』（2022年4月22日 - 24日、アトリエファンファーレ高円寺） - モモ 役
- LiminaL 朗読劇『星座になれなかった少女』（2022年7月23日、ガルバホール） - 月 役
- 音楽朗読劇『THE LITTLE MATCH GIRL ～アンデルセン童話「マッチ売りの少女」より～』（2013年11月25日 - 27日、銀座博品館劇場）- マッチ売りの少女・エナ 役
- 演劇ユニット爆走おとな小学生 第二十回全校集会 朗読劇『初等教育ロイヤル』（2024年8月23日 - 24日、スペース・ゼロ） - 中村さん 役
- 朗読劇『青野くんに触りたいから死にたい』presented by eeoStage（2024年9月11日 - 16日、CBGKシブゲキ!!） - 堀江美桜 役
- 朗読劇『4月の花嫁』（2025年3月8日 - 9日、バトゥール東京 チャペルブランカ）

### 映画・ドラマ
- トウキョウ・リビング・デッド・アイドル（2018年6月9日公開、トリプルアップ、監督：熊谷祐紀） - 如月 役[34]
- ジャンクション29「バズる」（2019年2月22日公開、スターキャット、監督：山田晃久） - 純子 役

- Amazon Prime Videoオリジナルドラマ『湘南純愛組！』6話（2020年）
- YouTube背神ドラマ『ネット怪談×百物語』 - mi_shi 役
  - シーズン1（2020年6月）
  - シーズン2（2020年10月）
  - シーズン3（2020年11月）
  - シーズン8（2021年6月）

### テレビ
- 『THE神業チャレンジ』（TBS・2021年9月19日）
  - ピッチングマシーンから放たれる160km/hの野球ボールを、日本刀で居合斬りにより真っ二つ（球の中心より誤差1cm以内）にできたら100万円を獲得できるというもの。
- 『あしたが変わるトリセツショー』（NHK総合・2022年6月9日）
  - 普通のブロッコリーと湯上げしたブロッコリーの断面を比較するために日本刀でブロッコリーを切断した。

### WEB・配信
- 『星守紗凪のケットシー放送局 おいでにゃす星守村へ』（2016年8月15日 - 2018年6月16日、ニコニコチャンネル）
- 『ちのえん（知のエンターテインメント）』（2018年、SHOWROOM）
- 『アサルトリリィ放送局（木）～夏吉＆岩田のラムネで乾杯～』 - ゲスト出演
  - #13（2020年10月29日、YouTube）
  - #21（2020年12月24日、YouTube）
  - #35（2021年7月7日、YouTube）
  - #45（2021年11月24日、YouTube）
  - #48（2022年1月5日、YouTube）
- 生田輝の『てるのニコ生(仮)』#25 - ゲスト出演（2021年2月24日、ニコニコチャンネル）
- アサルトリリィ Last Bullet『ラスバレ放送局』 
  - #10（2021年4月27日、Mildom）
  - #13（2021年6月8日、Mildom）
  - #23（2021年10月27日、Mildom）
  - 年越しSP（2021年12月31日、Mildom）
  - #33（2022年3月10日、Mildom）
  - #36（2022年4月12日、Mildom）
  - #37（2022年4月27日、Mildom）
  - GWSP（2022年5月6日、Mildom）
  - #49（2022年11月9日、Mildom）
  - #51（2022年12月20日、Mildom）
  - #71（2023年10月29日、Mildom）
  - #86（2024年6月8號、Mildom）
  - #101（2025年1月28日、ニコニコ生放送）
- 『星守紗凪の星守コレクション』（2020年1月20日 - 2021年12月17日、ニコニコチャンネル、YouTube）
- 『みけさないと！〜井澤美香子・星守紗凪のオモチャレンジ〜』（2021年12月7日 - 、OPENREC）
- 『星守紗凪のホシコレ〜さなしがオンラインになりました〜』（2021年12月29日 - 、OPENREC）
- 『紡木吏佐の大人Ladyになりたくて...』#20 - ゲスト出演（2022年5月16日、ニコニコチャンネル、YouTube）
- ILLUMINUS公式チャンネル『おもてなすイルミナス』#6 - ゲスト出演（2022年9月24日、YouTube）
- 富田麻帆の『まほチャンネル』#59 - ゲスト出演（2023年7月12日、ニコニコチャンネル）
- トワツガイ『周年＆春夏情報!トワツガイ 1周年ありがとう!生放送』- ゲスト出演（2024年2月8日、YouTube）
- アニメ4周年記念『アサルトリリィ放送局 Lily’s Time』 - メインMC（2024年11月12日）
- 進藤あまねの『あまね部！』#55 - ゲスト出演（2025年2月23日、YouTube）
- リトルアーモリー発売10周年記念スペシャル番組 - 左近若葉 役（2025年3月12日、YouTube）

### ライブ
- アサルトリリィ BOUQUET スペシャルライブ『Edel Lilie』（2021年3月21日）
- アサルトリリィ Last Bullet Presents『Edel Lilie+』（2021年7月3日）
- Animelo Summer Live 2021 -COLORS-（2021年8月29日・1日目）
- アサルトリリィ Last Bullet Presents LIVE in TACHIKAWA GARDEN（2021年11月6日）
- アサルトリリィ Summer LIVE 『voller Blüte』（2022年8月6日、7日）
- アサルトリリィ×私立ルドビコ女学院 LIVE SHOW（2022年9月8日、10日、11日、13日 - 18日）
- ブシロード15周年記念ライブ in ベルーナドーム（2022年11月13日）
- アサルトリリィ Last Bullet LIVE『トウメイダイアリー ～Next Page～』in 品川ステラホール（2023年7月2日）
- 女王ステ THE LIVE『女王舞踏会 2023』（2023年11月30日 - 12月3日、六行会ホール）
- アサルトリリィ Last Bullet LIVE『Lily's Dreamin' ☆ Party』in ガーデン新木場ファクトリー（2024年2月24日、25日）
- 舞台アサルトリリィ生演奏バンドライブ『Lily Scramble!!!! -春の合同音楽祭-』（2024年4月18日 - 19日、東京キネマ倶楽部）

### イベント
- 『星守紗凪とゆかいな仲間たち』～歌うよ！喋るよ！星盛祭・改～[35]（2018年4月14日）
- 歌うよ！喋るよ！星盛祭・令（2019年6月9日）
- アサルトリリィpresents 夏吉ゆうこさん、星守紗凪さんと一緒にサバゲーをしよう！（2019年10月5日）
- 星守紗凪の「星盛祭・秋」（2019年11月2日）
- アサルトリリィ交流会 Nov. -ごきげんよう-（2019年11月16日）
- 星守紗凪 誕生日イベント「星盛祭・誕 2020」（2020年1月18日）
- 星守紗凪のファンサバ「星盛祭・戦」（2020年7月4日）
- 星守紗凪 誕生日イベント「星盛祭・誕 二〇二一」（2021年1月23日）
- トークイベント「星守・夏目のハッピーセット！」（2021年4月24日）
- 星守紗凪の「星盛祭・夏」（2021年7月22日）
- 「FAN!FAM!!FUN!!!Limited!!!!」（2021年9月12日、Veats Shibuya）
- 星守紗凪の「星盛祭・始」（2021年11月21日）
- 星守紗凪 誕生日イベント「星盛祭・誕 2022」（2022年2月12日）
- こえずか ～魅力発掘！夢発掘！第５回 声優図鑑 勝手にこえずかアワード～（2022年7月24日）
- 星守紗凪の「星盛祭・艦」（2022年5月28日）
- 星守紗凪 オンラインサイン会「星盛祭・書」（2022年8月30日）
- 星守紗凪 サバイバルゲーム&トークイベント「星盛祭・戦 2022」（2022年9月22日）
- 星守紗凪 オンラインサイン会「星盛祭・書２」（2022年12月27日）
- 星守紗凪 誕生日イベント「星盛祭・誕 2023」（2023年2月4日）
- THE STAGE OF THE QUEEN 4th Anniversary Talk Session（2023年2月8日、東京カルチャーカルチャー）
- 『みけさなぴかりん』（2023年5月14日）
- トークイベント「星守・夏目のハッピーセット！２」（2023年5月27日）
- 星守紗凪 オンラインサイン会「星盛祭・書３」（2023年7月31日）
- 星守紗凪の「星盛祭・歌」（2023年9月9日）
- 「夏目のお誕2023」（2023年10月15日、シアターマーキュリー新宿）
- アステールオフィス感謝祭「アステール⭐︎パーティー！」（2023年12月8曰、シアターマーキュリー新宿）
- 超次元ミュージカル「ネプテューヌ」Blu-ray上映会イベント（2024年2月3日、Hall Mixa）
- 星守紗凪 誕生日イベント「星盛祭・誕 2024」（2024年2月10日、シアターマーキュリー新宿）
- 第2回『みけさなぴかりん』（2024年2月11日、飛行船シアター）
- みけさないと！初イベンと！きみ来ないと！騒がないと～♪♪♪（2024年2月18日、シアターマーキュリー新宿）
- 『星守・夏目は、“おかし”なふたり。（ハッピーセット）』（2024年5月3日、シアターマーキュリー新宿）
- 『イリス・ノワール -禁樹のミエリ-』アフタートークイベント（2024年5月23日、東京カルチャーカルチャー）
- バスツアー『星盛祭・旅』（2024年5月25日、山梨県内某所）
- 星守紗凪×小泉悠×菊池雅之の「陸海空ミリタリー居酒屋」本日開店!!（2024年8月12日、東京カルチャーカルチャー）
- 舞台『楽園の女王』アフタートークイベント（2024年8月15日、東京カルチャーカルチャー）
- 「アサルトリリィ Last Bullet LIVE トウメイダイアリー ～Next Page～」1周年グッズ発売記念イベント（2024年9月1日、 東京都内某所）
- 星守紗凪 対面サイン会「星盛祭・書４」（2024年9月8日、キュジーヌ！上野店 ）
- みけさないと！～オールこもちゃんず 大・ダイ・DAI 感謝祭～（2024年9月23日、JOYSOUND 品川港南口店2階）
- アステールオフィス月１回イベント「あすぱら（アステール パラダイス）」（2024年10月5日～、WALLOPスタジオ）
- 女王ステシリーズ衣装サポーター限定イベント（2024年12月26日、東京カルチャーカルチャー）
- ILLUMINUS CREW大忘年会【ガールズ作品を振り返る】（2024年12月26日、東京カルチャーカルチャー）
- 星守紗凪 誕生日ライブ「星盛祭・誕 2025」（2025年1月19日、初台DOORS）
- 星守紗凪の『あすぱら!!』（2025年2月15日、WALLOPスタジオ）
- 星守紗凪カラオケイベント「星盛祭・歌２」（2025年4月20日、キュイジーヌ！上野店
- AKガーデン トークショー『第3回東京圏防衛構想会議』＆直筆サイン入り色紙お渡し会（2025年6月15日、東京都立産業貿易センター浜松町館）
- 安藤千伽奈の『ちかなその放課後トーク』#28（2025年7月13日、WALLOPスタジオ）
- 『星守・井澤のもぐもぐ！カーニバル(ごくごく！ぺらぺら！もあるヨ)』（2025年8月31日）
- 「夏目のお誕～2025～」（2025年9月6日、高田馬場BSホール）
- 『-眞說・御台場迎撃戦- 事前学習講座』（2025年9月6日、LOFT9 Shibuya）

### CM
- ラジオ『不思議の国のラビリンス』CM（2016年）
- PlayStation 4/PlayStation Vita『イグジストアーカイヴ -The Other Side of the Sky-』（2016年） - 神河蘭世 役
- 『トヨタレンタカー』キャンペーン3種類
  - 「基本料金20％カット」篇（配信開始日：2018年5月31日）
  - 「いつでも何度でも10％カット」篇（配信開始日：2018年6月25日）
  - 「新規会員登録＆初回利用でロールケーキプレゼント」篇（配信開始日：2018年7月30日）
- ビビッドアーミー『ビビッド学園』シリーズ WebCM（2020年） - ビビ[36] 役
- 中部電力ミライズ『カテエネガス』ガス基本料金6ヶ月半額キャンペーン2種類（2021年）

### MV
- 神様、僕は気づいてしまった『メルシー』（2018年、主演）

### 雑誌
- 写真集『月刊水中ニーソ』3月号／ペッパーショップ（2016年2月11日・カバーガール）
- 『CM NOW』Vol.194／玄光社（2018年8月10日）
- 『NEXTGIRL図鑑 2019』／玄光社（2018年11月19日）
- 月刊『アームズマガジン』2019年1月号／ホビージャパン（2018年11月27日）
- 月刊『アームズマガジン』2019年3月号／ホビージャパン（2019年1月26日）
- 『極める！キャラ作画 神業作画シリーズ』／KADOKAWA（2019年3月27日）
- 月刊『アームズマガジン』2019年7月号／ホビージャパン（2019年5月27日）
- 『声優アニメディア』2020年1月号／学研プラス（2019年12月10日）
- 『VOICE BRODY』Vol.8／白夜書房（2020年4月30日）
- 月刊『アームズマガジン』2020年11月号／ホビージャパン（2020年9月26日・カバーガール）
- 月刊『アームズマガジン』2022年4月号／ホビージャパン（2022年2月26日・カバーガール）
- 月刊『アームズマガジン』2023年1月号／ホビージャパン（2022年11月26日・カバーガール）
- 『米軍特殊部隊 ―装備と銃器―』／ホビージャパン ムック（2023年・カバーガール）
- 月刊『アームズマガジン』2024年5月号／ホビージャパン（2024年・カバーガール）
- 月刊『アームズマガジン』2024年7月号／ホビージャパン（2024年・カバーガール）

### アパレル
- ファッションブランド『0658』2018秋冬コレクションモデル（2018年）
- コラボ企画『アルマビアンカ』アイテムリリース、着用モデル（2020年）
- コラボ企画『LIVERTINE AGE』アイテムリリース、着用モデル（2020年、2021年、2022年、2023年、2025年）
- コラボ企画『KINGLYMASK』アイテムリリース、着用モデル、原宿本店1日店長（2023年）

### その他コンテンツ
- 穴原温泉吉川屋『かむろみプロジェクト』（2023年、天天[37]）

## ディスコグラフィ

### アルバム
|     | 発売日        | タイトル          | 規格品番 | 最高位 |
| --- | ------------- | ----------------- | -------- | ------ |
| 1st | 2018年1月20日 | SANA's collection | -        | -      |

### タイアップ曲
| 曲名                          | タイアップ                                                                                          | 時期   |
| ----------------------------- | --------------------------------------------------------------------------------------------------- | ------ |
| 桜色花吹雪                    | 舞台『SAKURA -JAPAN IN THE BOX-』カーテンコールソング                                               | 2016年 |
| 彷徨える現実（）              | WEB小説『幻影のメサイア BLOOD of FORTUNE』イメージソング                                            | 2017年 |
| ココカラ                      | ウェブラジオ『山口勝平・星守紗凪のかっぺい流!?ボイス道場!』内 ボイスドラマ「♮ナチュラル」劇中ソング | 2018年 |
| 確かなもの                    | ウェブラジオ『山口勝平・星守紗凪のかっぺい流!?ボイス道場!』内 ボイスドラマ「♮ナチュラル」劇中ソング | 2018年 |
| 儚い珠のように                | ゲーム『伊勢志摩ミステリー案内 偽りの黒真珠』エンディングテーマ                                     | 2019年 |
| トワイライト 〜失くした明日を | ゲーム『秋田・男鹿ミステリー案内 凍える銀鈴花』主題歌                                               | 2020年 |

### 歌手参加作品
| 発売日         | 商品名                         | 歌       | 楽曲                                           | 備考                                                            |
| -------------- | ------------------------------ | -------- | ---------------------------------------------- | --------------------------------------------------------------- |
| 2019年3月      | 「偽りの黒真珠」テーマソングCD | 星守紗凪 | 「儚い珠のように」                             | ゲーム『伊勢志摩ミステリー案内 偽りの黒真珠』エンディングテーマ |
| 2019年9月4日   | EARLY SUMMER LOVE              | SODA     | 「EARLY SUMMER LOVE」 「ときめく風が吹いたら」 |                                                                 |
| 2019年12月25日 | ILLUMINATE☆SNOW                | SODA     | 「ILLUMINATE☆SNOW」 「ハツコイMeet-UP！」      |                                                                 |

### キャラクターソング
| 発売日   | タイトル                                                                            | 歌                                                                         | 楽曲                                  | 備考                                                         |
| 2017年   | 2017年                                                                              | 2017年                                                                     | 2017年                                | 2017年                                                       |
| -------- | ----------------------------------------------------------------------------------- | -------------------------------------------------------------------------- | ------------------------------------- | ------------------------------------------------------------ |
| 12月30日 | 幻影のメサイア BLOOD of FORTUNE ドラマCD vol.I『才能（）と逃避と友情と』            | シャルロッテ・シュタインベルグ（星守紗凪）                                 | 「シャルロッテクノ」                  | ドラマCD『幻影のメサイア BLOOD of FORTUNE』関連曲            |
| 2018年   |                                                                                     |                                                                            |                                       |                                                              |
| 8月10日  | でこピタ☆Fight!!                                                                    | LOVE☆MAXフレンズ                                                           | 「でこピタ☆Fight!!」                  | ゲーム『ゴシックは魔法乙女 学園編』関連曲                    |
| 2021年   |                                                                                     |                                                                            |                                       |                                                              |
| 1月27日  | ゴシックは魔法乙女 キャラクターソングCD チコ「雨のち虹色デイズ！」                  | チコ（星守紗凪）                                                           | 「雨のち虹色デイズ！」                | ゲーム『ゴシックは魔法乙女〜さっさと契約しなさい！〜』関連曲 |
| 1月27日  | アサルトリリィ BOUQUET BD第1巻特典CD                                                | 一柳隊                                                                     | 「Edel Lilie」                        | テレビアニメ『アサルトリリィ BOUQUET』エンディングテーマ     |
| 2月24日  | アサルトリリィ BOUQUET BD第2巻特典CD                                                | 郭神琳（星守紗凪）、王雨嘉（遠野ひかる）                                   | 「いつでもそばで」                    | テレビアニメ『アサルトリリィ BOUQUET』関連曲                 |
| 3月24日  | アサルトリリィ BOUQUET BD第3巻特典CD                                                | 一柳隊                                                                     | 「GROWING*」                          | テレビアニメ『アサルトリリィ BOUQUET』エンディングテーマ     |
| 4月28日  | アサルトリリィ BOUQUET BD第4巻特典CD                                                | 一柳隊                                                                     | 「君の手を離さない ～BOUQUET Ver.～」 | テレビアニメ『アサルトリリィ BOUQUET』挿入歌                 |
| 5月26日  | 舞台「アサルトリリィ League of Gardens / アサルトリリィ The Fateful Gift」 BD特典CD | 一柳隊                                                                     | 「繋がり」                            | 舞台『アサルトリリィ League of Gardens』オープニングテーマ   |
| 5月26日  | 舞台「アサルトリリィ League of Gardens / アサルトリリィ The Fateful Gift」 BD特典CD | 一柳隊                                                                     | 「大切を数えよう」                    | 舞台『アサルトリリィ League of Gardens』エンディングテーマ   |
| 5月26日  | 舞台「アサルトリリィ League of Gardens / アサルトリリィ The Fateful Gift」 BD特典CD | 一柳隊、ルド女選抜、御台場選抜、相模女子選抜、ヘルヴォル、御前（佃井皆美） | 「君の手を離さない」                  | 舞台『アサルトリリィ The Fateful Gift』オープニングテーマ    |
| 9月8日   | Edel Lilie（Last Bullet MIX） 一柳隊Ver.                                            | 一柳隊                                                                     | 「OVERFLOW」                          | ゲーム『アサルトリリィ Last Bullet』関連曲                   |
| 2022年   |                                                                                     |                                                                            |                                       |                                                              |
| 2月9日   | Neunt Praeludium（Last Bullet MIX） 一柳隊ver.                                      | 一柳隊                                                                     | 「蕾の中の奇跡」                      | ゲーム『アサルトリリィ Last Bullet』関連曲                   |
| 2月9日   | Neunt Praeludium（Last Bullet MIX） 一柳隊ver.                                      | 一柳隊                                                                     | 「想い出が溢れてる」                  | 舞台『アサルトリリィ Lost Memories』テーマソング             |
| 2月9日   | Neunt Praeludium（Last Bullet MIX）Blu-ray付生産限定盤                              | アサルトリリィ Last Bullet                                                 | 「蕾の中の奇跡」                      | ゲーム『アサルトリリィ Last Bullet』関連曲                   |
| 8月3日   | Cherish                                                                             | 一柳隊                                                                     | 「Neunt Praeludium」 「Edel Lilie」   | 『アサルトリリィ』関連曲                                     |
| 8月3日   | Cherish                                                                             | 郭神琳（星守紗凪）                                                         | 「Everlasting」                       | 『アサルトリリィ』関連曲                                     |
| 2023年   |                                                                                     |                                                                            |                                       |                                                              |
| 11月8日  | トウメイダイアリー/Wish Drop                                                        | 一柳隊                                                                     | 「トウメイダイアリー」                | ゲーム『アサルトリリィ Last Bullet』2周年テーマ曲            |
| 2024年   |                                                                                     |                                                                            |                                       |                                                              |
| 2月7日   | 運命のトリニティ                                                                    | 一柳隊 with 早川弥宏（大西亜玖璃）・富永真（小泉萌香）                     | 「Adabana」                           | ゲーム『アサルトリリィ Last Bullet』関連曲                   |
| 2月7日   | 運命のトリニティ                                                                    | 一柳隊                                                                     | 「Adabana（一柳隊ver.） 」            | ゲーム『アサルトリリィ Last Bullet』関連曲                   |
| 2025年   |                                                                                     |                                                                            |                                       |                                                              |
| 1月22日  | CONSTELLAT10N                                                                       | 一柳隊 with 一柳結梨（伊藤美来）                                           | 「CONSTELLAT10N」                     | ゲーム『アサルトリリィ Last Bullet』関連曲                   |
| 10月22日 | raison d'etre                                                                       | 郭神琳（星守紗凪）、王雨嘉（遠野ひかる）                                   | 「ユリーカ！（神琳&雨嘉ver.）」       | ゲーム『アサルトリリィ Last Bullet』4.5周年テーマ曲          |

### ユニットメンバー
1. ↑  星守紗凪、立沢萌々瑚、日南結里
2. ↑  エリオ（高木美佑）、カレン（田中音緒）、チコ（星守紗凪）、カモミール（河実里夏）、アンゼリカ（甲賀美月）、ルベリス（皆川あずさ）
3. 1 2 3 4 5 6 7 8 9 10  一柳梨璃（赤尾ひかる）、白井夢結（夏吉ゆうこ）、楓・J・ヌーベル（井澤美香子）、二川二水（西本りみ）、安藤鶴紗（紡木吏佐）、吉村・Thi・梅（岩田陽葵）、郭神琳（星守紗凪）、王雨嘉（遠野ひかる）、ミリアム・ヒルデガルド・v・グロピウス（高橋花林）
4. ↑  戸田・エウラリア・琴陽（田上真里奈）、福山・ジャンヌ・幸恵（中村裕香里）、岸本・ルチア・来夢（宮瀬玲奈）、黒木・フランシスカ・百合亜（梅原サエリ）、長谷川・ガブリエラ・つぐみ（長橋有沙）
5. ↑  川村楪（あわつまい）、船田初（西葉瑞希）、船田純（石井陽菜）
6. ↑  石川葵（広沢麻衣）
7. ↑  相澤一葉（藤井彩加）、佐々木藍（夏目愛海）、飯島恋花（石飛恵里花）、初鹿野瑤（三村遙佳）、芹沢千香瑠（野中深愛）
8. ↑  一柳梨璃（赤尾ひかる）、白井夢結（夏吉ゆうこ）、楓・J・ヌーベル（井澤美香子）、二川二水（西本りみ）、安藤鶴紗（紡木吏佐）、吉村・Thi・梅（岩田陽葵）、郭神琳（星守紗凪）、王雨嘉（遠野ひかる）、ミリアム・ヒルデガルド・v・グロピウス（高橋花林）、相澤一葉（藤井彩加）、佐々木藍（夏目愛海）、飯島恋花（石飛恵里花）、初鹿野瑤（三村遙佳）、芹沢千香瑠（野中深愛）、今叶星（前田佳織里）、宮川高嶺（礒部花凜）、土岐紅巴（東城咲耶子）、丹羽灯莉（進藤あまね）、定盛姫歌（富田美憂）